# Bitka kod Plateje
Bitka kod Plateje odigrala se 479. pr. Kr. između južnih grčkih polisa i Mardonijeve satrapske (pokrajinske) vojske Perzijskog Carstva. 
Godinu dana ranije perzijska vojska predvođena Kserksom vodila je kažnjeničku ekspediciju protiv Atene, koju su Perzijanci razorili u znak osvete zbog njihove potpore Jonskom ustanku odnosno razaranju grada Sarda. Prilikom tog pohoda Perzijanci su pobijedili u bitkama kod Termopila i Artemizija, no doživjeli su pomorski poraz u bitci kod Salamine. Kserksov general Mardonije zalagao se za nastavak pohoda na Peloponez, no nakon što je Kserkso čuo za novu pobunu u Babiloniji odlučio se s većinom vojske povući iz Grčke. Manji dio vojske ostavio je na čuvanje Mardoniju koji je postavio vojne kampove u Beotiji i Tesaliji. Atenjani su se nakon povlačenja Perzijanaca vratili u napušteni grad za vrijeme zime.
Tijekom zime činilo se kako postoje nesuglasice među grčkim saveznicima. Naime, Atenjani koji nisu bili zaštićeni Korintskom prevlakom i čija je mornarica odigrala najznačajniju ulogu u bitci kod Salamine, odbili su se u proljeće priključiti savezničkoj mornarici. Mardonije koji je boravio u Tesaliji znao je kako je napad na prevlaku uzaludan, dok su saveznici odbijali poslati vojsku izvan Peloponeza. Marodnije je pokušao podijeliti grčke saveznike nudeći Atenjanima mir preko posrednika Aleksandra I. (makedonskog kralja). Atenjani su kao preduvjet tražili da na pregovorima sudjeluju i Spartanci, no zahtjev je odbijen. Nakon propalih pregovora Atenjani su ponovo evakuirali grad, dok je perzijska vojska sastavljena uglavnom od njihovih grčkih saveznika napredovala prema jugu da zauzme napuštene položaje. Mardonije je tada ponovo ponudio mir atenskim izbjeglicama na otoku Salamini, nakon čega je Atena zajedno s Megarom i Platejom poslala pregovarače u Spartu i zaprijetila prihvaćanjem perzijske ponude ako im se ne pridruže u borbi protiv Perzijanaca. Nakon toga, Spartanci su okupili golemu vojsku hoplita i poslali je u susret Perzijancima.
Kada je Mardonije čuo kako su grčki saveznici krenuli u pohod, povukao se u Beotiju pokraj Plateje gdje je pokušao Grke dovući na otvoren teren gdje je morao iskoristiti svoju konjicu. Grci su se pak pod zapovjedništvom Pauzanija odlučili stacionirati na terenu iznad visoravni Plateje kako bi se zaštitili od navedene perzijske vojne taktike. Nakon nekoliko dana mirovanja i manevriranja dviju vojski, Pauzanije je odlučio noćno povlačenje na prvotne položaje. Ovaj manevar proveden je nespretno pa su Atenjani, Spartanci i Tegejci ostali izolirani na pojedinim brežuljcima, dok su ostali dijelovi vojske bili razbacani diljem visoravni. Uvidjevši kako Perzijanci neće imati bolju priliku za napad, Mardonije je naredio svojim trupama puni napad na protivničke položaje. Međutim, perzijsko pješaštvo i njihovi grčki saveznici nisu bili teško oklopljeni kao njihovi protivnici (hopliti), pa su spartanske trupe probile crte Mardonijeve osobne straže i ubile ga. Nakon toga perzijske trupe bile su dezorganizirane pa se ostatak od 40.000 trupa odlučio na povlačenje u Tesaliju, dok su ostali bili potpuno poraženi. Grčko-perzijski ratovi nastavili su se još punih trideset godina, sve dok 449. pr. Kr. nije sklopljen Kalijin mir.

## Poveznice
- Grčko-perzijski ratovi

### Antička djela
- Herodot: „Povijesti“ (Ιστορίης Απόδειξη)
- Ktezije: „Persica “
- Diodor sa Sicilije: „Knjižnica“ (Ιστορικη Βιβλιοθήκη)
- Plutarh: „Usporedni životopisi“ (Βίοι Παράλληλοι)
- Ksenofont: „Ekspedicija“ (Κυρου Ανάβασις - Anabasis)

### Moderna djela
- Hans Delbrück: „Povijest umijeća ratovanja“ (History of the Art of War), 1. svezak
- Tom Holland: „Perzijska vatra: Prvo svjetsko carstvo i bitka za Zapad“ (Persian Fire: The First World Empire and the Battle for the West), Doubleday (2006.)
- Peter Green: „Grčko-perzijski ratovi“ (The Greco-Persian Wars), Berkeley, Los Angeles; London: University of California Press (1996.)
- D. Fehling: „Herodot i njegovi izvori: Citiranje, izmišljanje i umjetnost pričanja“ (Herodotus and His "Sources": Citation, Invention, and Narrative Art), preveo J. G. Howie, Francis Cairns (1989.)
- J. F. Lazenby: „Obrana Grčke 490. – 479. pr. Kr.“ (The Defence of Greece 490–479 BC), Aris & Phillips Ltd. (1993.)
- Moses Finley: „Uvod: Tukidid - Povijest Peloponeskog rata“ ("Introduction". Thucydides – History of the Peloponnesian War), preveo Rex Warner, Penguin (1972.)

## Vanjske poveznice
- Arhiva fotografija: bitka kod Termopila (Livius.org)  Arhivirana inačica izvorne stranice od 26. listopada 2005. (Wayback Machine)
- Mardonije i bitka kod Plateje (Livius.org)  Arhivirana inačica izvorne stranice od 26. listopada 2008. (Wayback Machine)